# Louis Abel-Truchet

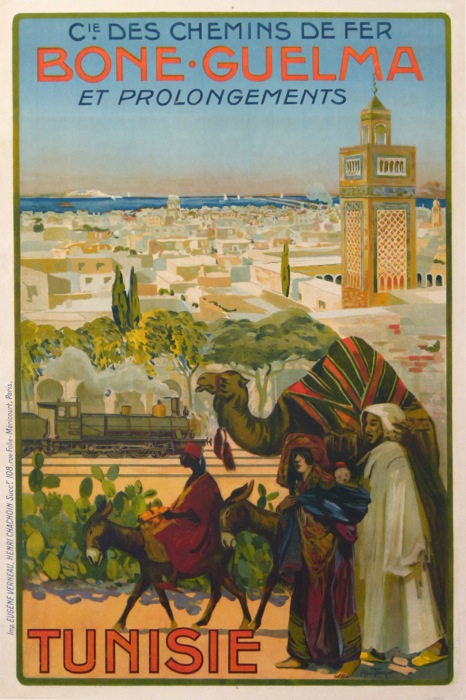
Afiș pentru calea ferată Bône-Guelma, Tunisia

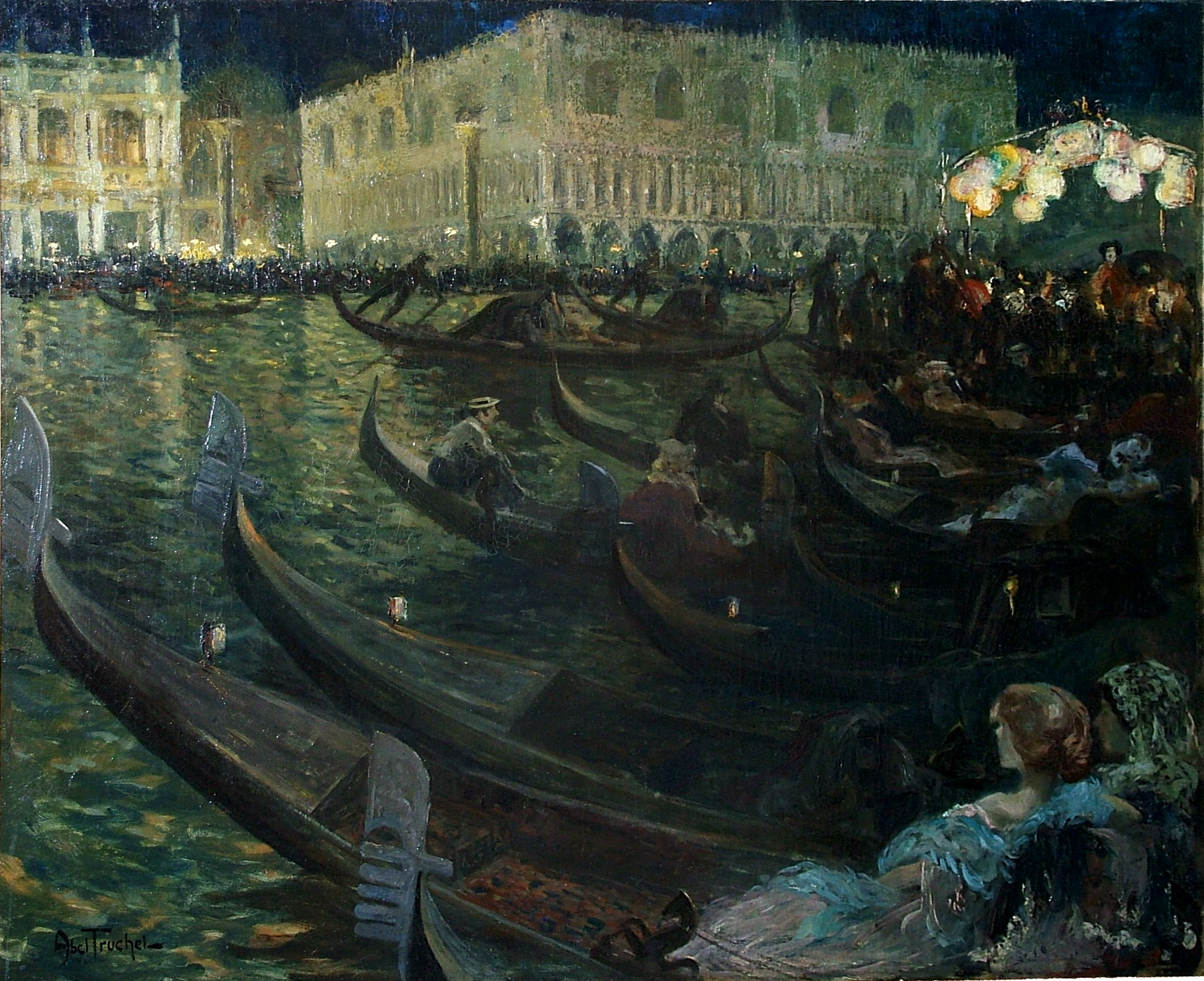
Festa del Redentore, Veneția

Louis Abel-Truchet (n. 29 decembrie 1857, Versailles, Seine-et-Oise, Franța – d. 9 septembrie 1918, Auxerre, Bourgogne, Franța) a fost un pictor și realizator de postere francez. Era cunoscut pentru realizarea de peisaje, scene de gen și reprezentări ale vieții de noapte pariziene.

## Biografie
A fost elev al lui Jean-Joseph Benjamin-Constant⁠(d) și Jules Lefebvre⁠(d) la Académie Julian. Prima sa expoziție a avut loc în 1891. A fost unul dintre primii expozanți la Salon d'Automne⁠(d) în 1903. El și Louis Vallet au creat „Société des humoristes” în 1907.
În 1910, a devenit membru al Société Nationale des Beaux-Arts. În anul următor, a fost numit Cavaler în Legiunea de Onoare.
Pe lângă lucrările sale artistice, el a creat modele pentru festivități publice, în special pentru satiricul Vachalcades din 1896 și 1897 și a proiectat platformele pentru Cabaret des Quat'z'Arts⁠(d).
În timpul Primului Război Mondial, a fost voluntar cu gradul de locotenent în Primul regiment de geniu. Armata i-a utilizat abilitățile de pictor numindu-l ca asistent al lui Guirand de Scevola⁠(d), șeful diviziei de camuflaj nou creată. Inițial a lucrat la Paris, ajutând la organizarea atelierului central. În acest timp, a continuat să lucreze ca artist, desenând caricaturi pentru Le Petit Journal.
Cu puțin timp înainte de sfârșitul războiului, a fost rănit și a murit la un spital militar din Auxerre. În 1919, lucrările sale au făcut parte dintr-o expoziție la Salon d'Automne, în onoarea artiștilor care au murit în război.
După moartea sa, văduva sa, pictorița Julia Abel-Truchet, a preluat atelierul său din Montmartre și a devenit portretistă.
Lucrările sale pot fi văzute la Musée Gallé-Juillet, Muzeul Grenoble, Muzeul de artă modernă André-Malraux, Muzeul Carnavalet și Musée des Beaux-Arts de Pau. O stradă din arondismentul 17 din Paris poartă numele lui.